# Syncollesis zetetea
Syncollesis zetetea är en fjärilsart som beskrevs av Louis Beethoven Prout 1930. Syncollesis zetetea ingår i släktet Syncollesis och familjen mätare. Inga underarter finns listade i Catalogue of Life.